# 皮茨爾瓦尼亞縣 (維吉尼亞州)
皮茨爾瓦尼亞县（英語：Pittsylvania County）是美国弗吉尼亚州南部的一個縣，南鄰北卡罗来纳州，面積2,533平方公里，是該州面積最大的縣。根據2020年美國人口普查，共有人口60,501人。縣治查塔姆（Chatham）。該縣成立於1766年11月6日，縣名的「皮」（Pitt）指的是前英国首相老皮特，「茨爾瓦尼亞」（sylvia）則是拉丁语的「森林」。